# Sly 2: Band of Thieves
Sly 2: Band of Thieves é um jogo eletrônico de plataforma e furtividade desenvolvido pela Sucker Punch Productions e publicado pela Sony Computer Entertainment. É uma sequência de Sly Cooper and the Thievius Raccoonus e foi lançado exclusivamente para PlayStation 2 em setembro de 2004 na América do Norte, em outubro na Europa e em junho de 2005 no Japão.

## Sinopse
Narra a história de Sly, um  esperto guaxinim ladrão originário de uma linhagem de ladrões e que os seus pais foram mortos pelos 5 diabólicos. Sly foi parar a um orfanato onde conheceu a tartaruga Bentley e o hipopótamo gorilão Murray.
No jogo, Sly e seus amigos tentam roubar as partes metálicas de Clockwerk, fugindo da policial Carmelita e lutando contra a gangue garra, que também quer as peças para seus próprios interesses.

### Sly
Sly conta com uma vara dourada que é a herança da família ele pode bater nos inimigos com ela para derrotá-los e pegar o dinheiro sem que os guardas percebam.

### Bentley
Bentley conta com dardos soporíficos e mini bombas que podem explodir personagens paredes e é o inteligente da gang quem arma os planos.

### Murray
Murray conta com os seus músculos nada mais que isso e ele também pode pegar coisas e até personagens e atirá-los contra algo ou alguém.